# (7444) 1996 TM10
1996 تي أم 10 (ويعرف أيضًا باسم (7444) 1996 تي أم 10 وفق تسمية الكوكب الصغير) (بالإنجليزية: 1996 TM10)‏ هو كويكب ضمن حزام الكويكبات؛ وترتيبه 7444 من حيث الاكتشاف.
اكتُشف هذا الجُرم الفلكي بواسطة هيروشي كانيدا في 9 أكتوبر 1996.

## وصلات خارجية
- (7444) 1996 TM10 في قاعدة بيانات مختبر الدفع النفاث لأجرام النظام الشمسي الصغيرة

- الاكتشاف · مخطط المدار ·  العناصر المدارية · المعلمات المادية

- (7444) 1996 TM10 على موقع ويكي سكاي: DSS2, SDSS, GALEX, IRAS, Hydrogen α, X-Ray, Astrophoto, Sky Map, Articles and images